# 90 West Street
90 West Street (anciennement connu sous le nom de West Street Building et de Brady Building) est un immeuble résidentiel de 23 étages du quartier financier de Lower Manhattan à New York. Il est situé sur un terrain délimité par West Street à l'ouest, Cedar Street et le World Trade Center au nord, 130 Cedar Street à l'est et Albany Street au sud.

## Description
Le bâtiment a été conçu par Cass Gilbert, avec Gunvald Aus et Burt Harrison en tant qu'ingénieurs en structure, et John Peirce en tant qu'entrepreneur général. Il a été érigé pour la West Street Improvement Corporation, dirigée par le magnat des transports Howard Carroll. Le style gothique et l'ornementation de 90 West Street a servi à souligner sa hauteur. La conception combinait des éléments de l'agencement en trois sections de « colonnes classiques » des bâtiments du XIXe siècle avec la « tour romantique » des structures ultérieures de Gilbert telles que le Woolworth Building. Les autres caractéristiques comprenaient une façade en terre cuite avec du granit à la base à deux étages, ainsi que l'ignifugation en terre cuite à l'intérieur du bâtiment.

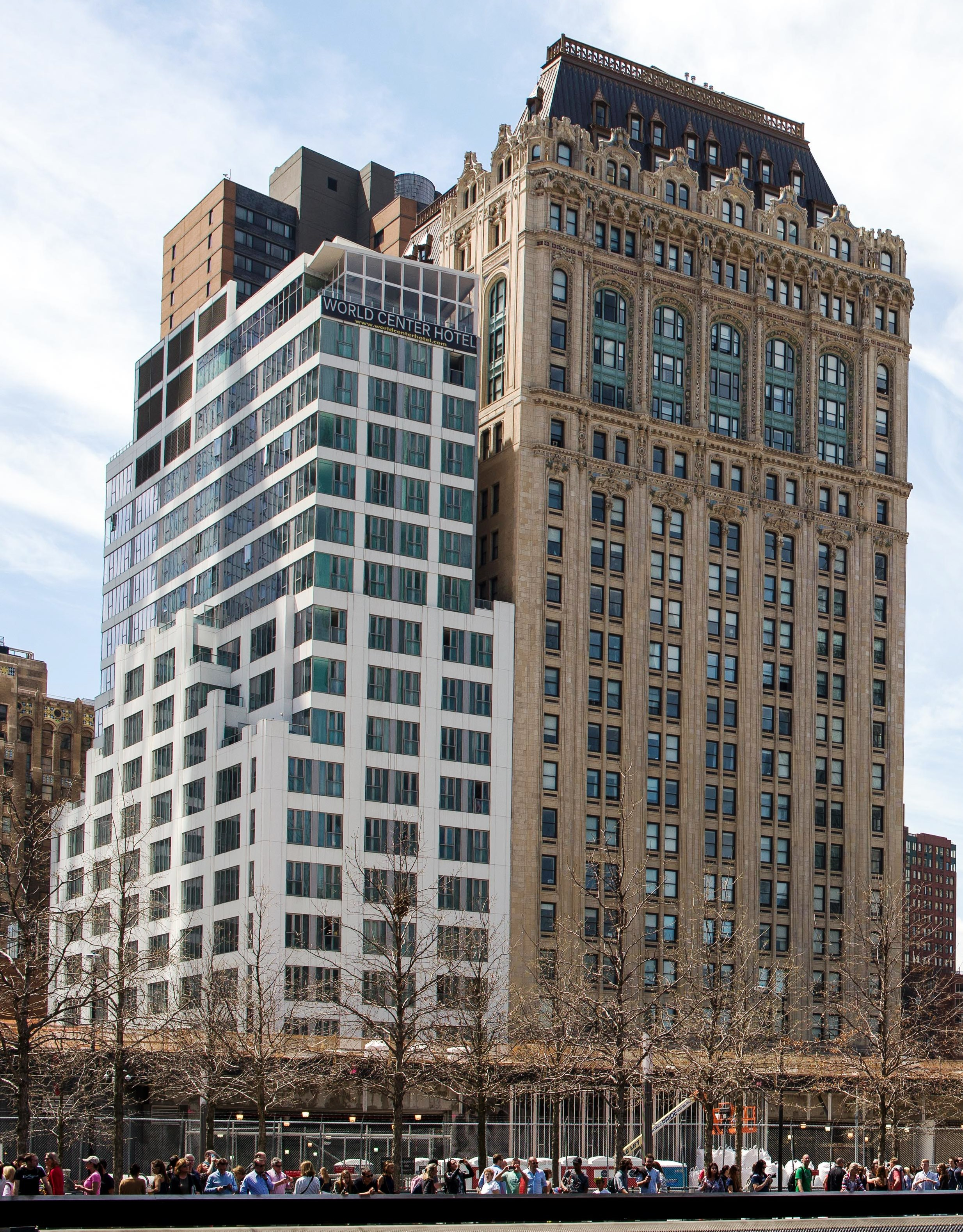
130, rue Cedar (à gauche) et 90 Rue West (à droite) vue du Mémorial national du 11 septembre au nord.

90 West Street a été construit entre 1905 et 1907 comme un immeuble de bureaux appelé West Street Building. Le restaurant Garret, situé aux étages supérieurs de la structure, a été commercialisé comme le restaurant le plus haut du monde. L'immeuble a subi de nombreux changements de propriétaire au XXe siècle et était connu après son propriétaire de longue date, Brady Security and Realty Corporation, au milieu du siècle. À la suite de l'effondrement du World Trade Center adjacent lors des attaques du 11 septembre 2001, le bâtiment de la rue West a été gravement endommagé. Le bâtiment a par la suite été entièrement rénové et a rouvert ses portes en tant que bâtiment résidentiel appelé 90 West en 2005.

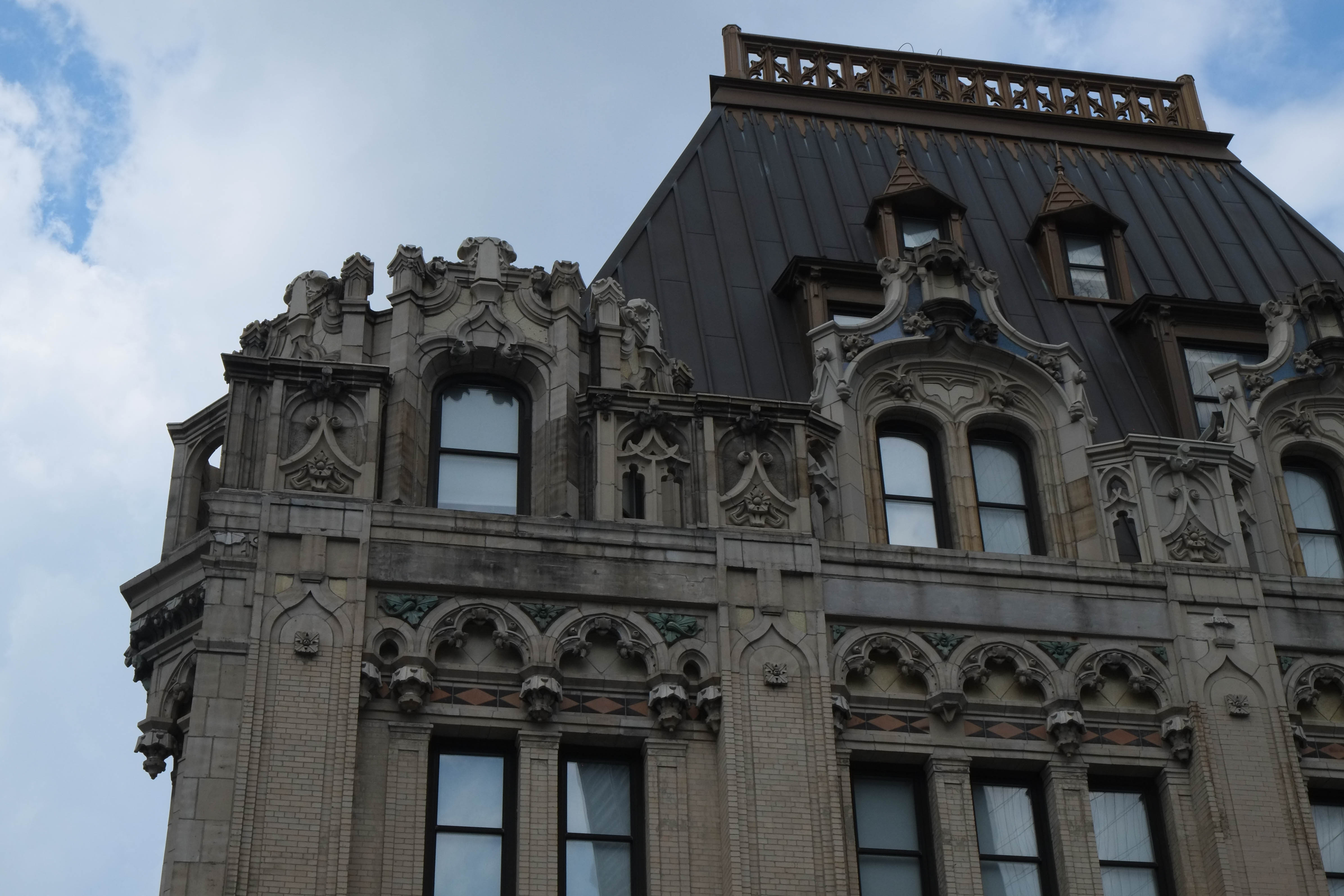
Lucarnes dans le toit cuivré.

La conception de l'édifice West Street a été largement saluée lors de son achèvement. Le bâtiment a été désigné monument historique de la ville par la Commission de préservation des monuments de New York en 1998, et a été ajouté au registre national des lieux historiques en 2007.
Une fois construit, le West Street Building donnait sur la North River (Hudson), à l'ouest,,. Dans les années 1980, Battery Park City a été construite sur un remblai long de la rive du fleuve, coupant le West Street Building d'une vue sur le fleuve, ; avant, dans les années 1970, il s'agissait d'une plage artificielle entre le rivage et le front de mer.
Le nom « Brady Building » a persisté pendant plusieurs années, bien qu'il ait été vendu plusieurs fois jusqu'à la fin du XXe siècle. Le hall a été rénové dans les années 1960 et 1980, ce qui a entraîné la suppression de nombreuses finitions d'origine. L'extérieur du bâtiment a été désigné monument architectural par la commission de préservation des monuments de la ville en 1998. Cependant, l'intérieur n'a pas été désigné de façon similaire, ce qui l'a laissé ouvert à de futures modifications.

## Attentats du 11 Septembre 2001

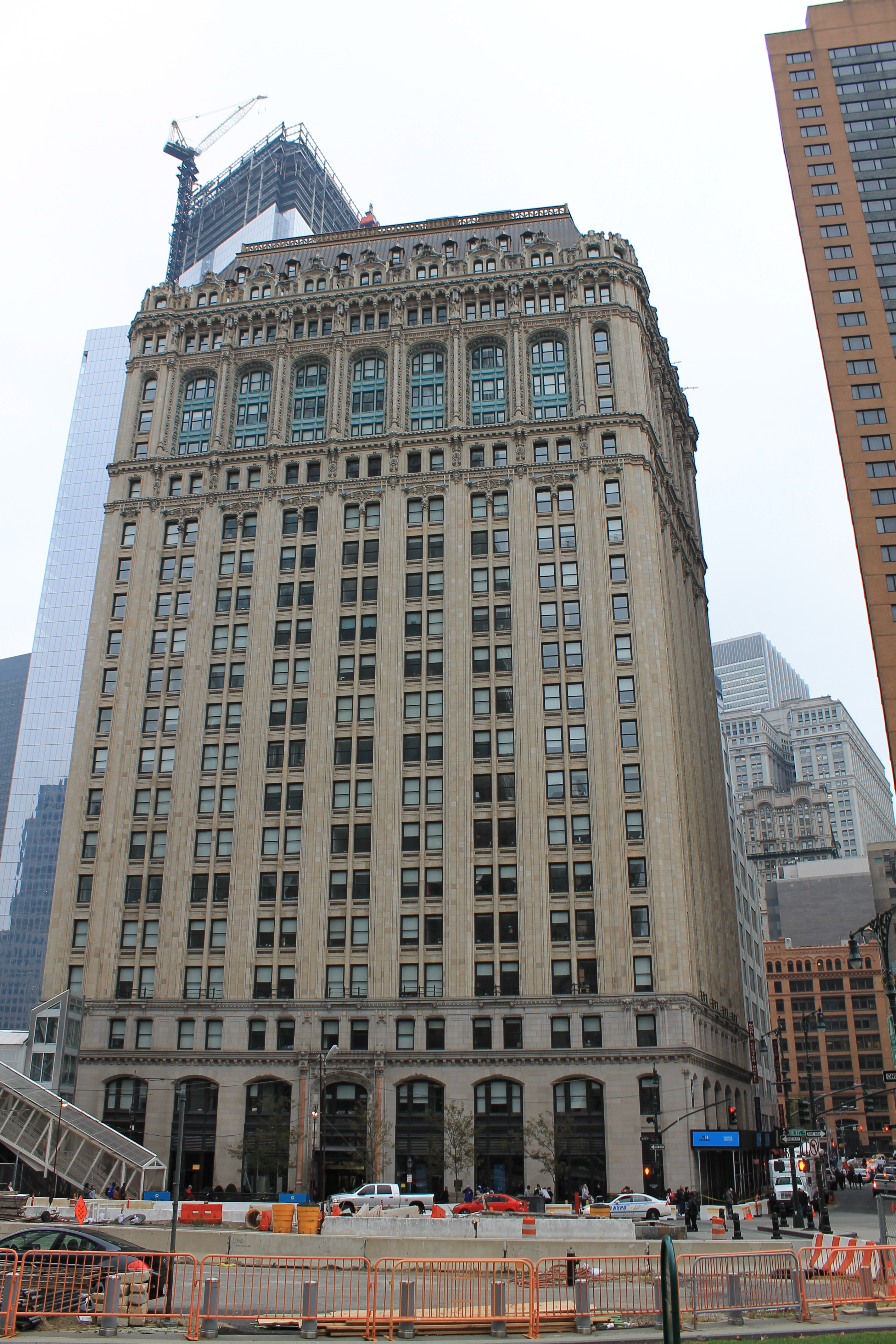
Vu de l'autre côté de West Street.

Le bâtiment a été gravement endommagé lors des attaques du 11 septembre 2001, lorsque la tour sud du World Trade Center s'est effondrée. Des échafaudages, qui avaient été érigés sur la façade pour des travaux de rénovation, n'ont pas empêché les débris de tomber sur le bâtiment. Des débris ont déchiré un certain nombre de grandes entailles dans sa façade nord y compris un espace entre les troisième et onzième étages. Plusieurs restes de victimes du 11 septembre ont atterri sur l'échafaudage nord et n'ont été retrouvés qu'en 2003. Deux employés de bureau ont été tués alors qu'ils étaient coincés dans un ascenseur.

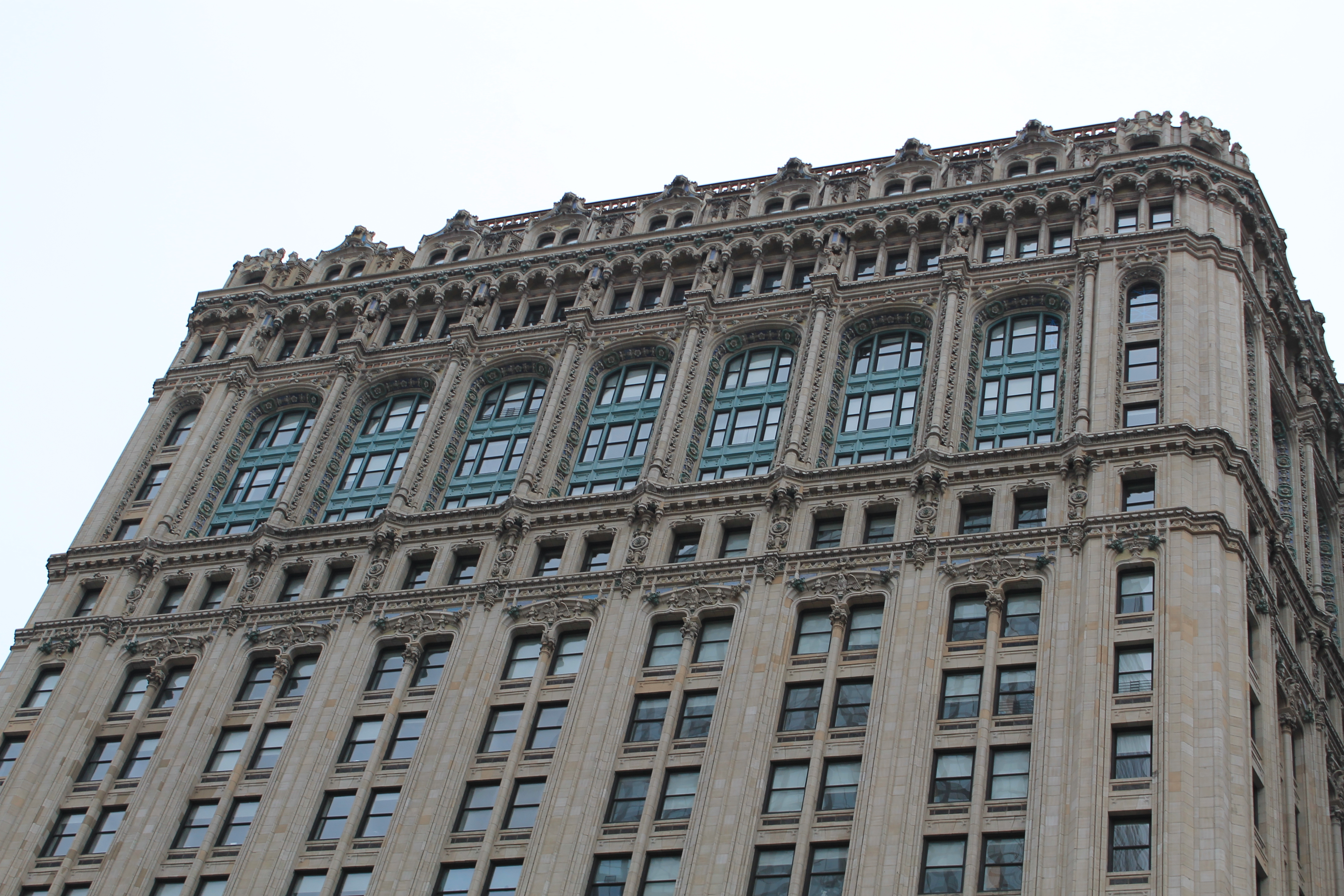
Haut du bâtiment.